# Jaap Duivenvoorde
Jacobus (Jaap) Duivenvoorde (Beverwijk, 15 november 1928 - Tilburg, 16 november 2011) was een Nederlands missionaris en aartsbisschop van de Rooms-Katholieke Kerk, werkzaam in Indonesië.
Duivenvoorde werd in 1954 priester gewijd bij de congregatie van het Heilig Hart van Jezus. Vervolgens vertrok hij naar Nieuw-Guinea, waar hij 59 jaar als missionaris werkzaam was.
Op 26 juni 1972 werd hij door paus Paulus VI benoemd tot aartsbisschop van Merauke; zijn bisschopswijding vond plaats op 1 oktober 1972. Zijn wapenspreuk was Unitas in vinculo pacis (Eenheid in de band van de vrede)
Duivenvoorde ging op 7 april 2004 met emeritaat, waarna hij terugkeerde naar Nederland. Hij overleed in het verzorgingshuis Notre Dame in Tilburg.